# 568
568 (DLXVIII) fue un año bisiesto comenzado en domingo del calendario juliano, en vigor en aquella fecha.

## Acontecimientos
- Los lombardos conquistan el centro y el norte de Italia. Este año se considera la fecha a partir de la cual se puede hablar propiamente de un Reino lombardo.
- Liuva I asocia al trono visigodo a su hermano Leovigildo.[1]